# مارغوت بينغهام
مارغوت بينغهام (بالإنجليزية: Margot Bingham)‏ هي ملحنة وكاتبة غنائية ومغنية وممثلة أمريكية، ولدت في 6 ديسمبر 1987 ببيتسبرغ في الولايات المتحدة.

## أعمال

### أفلام
- (2016) القصة التالية[4]

## وصلات خارجية
- مارغوت بينغهام على موقع IMDb (الإنجليزية)
- مارغوت بينغهام على موقع ألو سيني (الفرنسية)
- مارغوت بينغهام على موقع ميوزك برينز (الإنجليزية)
- مارغوت بينغهام على موقع أول موفي (الإنجليزية)
- مارغوت بينغهام على موقع قاعدة بيانات الفيلم (الإنجليزية)
- مارغوت بينغهام على موقع كينوبويسك (الروسية)